# 科才镇
科才镇，是中华人民共和国甘肃省甘南藏族自治州夏河县下辖的一个乡镇级行政单位。
2017年3月15日，甘肃省民政厅批复同意撤销科才乡，设立科才镇。

## 行政区划
科才镇下辖以下地区：
科才村、其莫尔村和赞布宁村。